# Кинетическая апраксия
Кинетическая или эфферентная апраксия — это один из видов нарушений произвольных движений и действий при поражении нижних отделов премоторной области коры больших полушарий. Еще одно ее название — динамическая апраксия.
Впервые данный термин ввел Г. Липманн; значительный вклад в изучение этой формы апраксии внесли К. Кляйст, О. Ферстер, М. Б. Кроль и А. Р. Лурия.

## Локализация нарушения
Кинетическая апраксия связана с поражением нижних отделов премоторной коры больших полушарий. У правшей при поражении левого полушария обычно кинетическая апраксия наблюдается в контрлатеральной (правой) и ипсилатеральной (левой) руках; при поражении правого полушария поражение наблюдается только в контрлатеральной (левой) руке.

## Симптомы
Кинетическая апраксия проявляется в виде нарушения последовательности движений на фоне нарушения автоматизации (временной организации), происходит распад «кинетических мелодий». Двигательные акты лишаются своей плавности и последовательности, становясь отрывистыми и дезавтоматизированными. Центральным симптомом является распад динамики движений и сложных двигательных навыков; некоторые операции перестают быть автоматическими, действия становятся медленными, может меняться почерк (буквы в слове пишутся изолированно друг от друга). Остаются сохранными кожная чувствительность и возможность оценивания положения конечностей в пространстве.
Для данной формы апраксии характерны двигательные персеверации (по определению А. Р. Лурии — элементарные персеверации), которые проявляются в виде бесконтрольных многократных повторений отдельных элементов движения. Могут нарушаться различные двигательные акты (предметные действия, письмо, рисование и пр.), особенно при серийной организации движений.

## Диагностика
Для диагностики кинетической апраксии используются различные нейропсихологические методы (с учетом возраста больного):
- Проба «кулак-ребро-ладонь», в которой необходимо выполнить серию из 3 движений по образцу сначала правой рукой, а потом левой. Оценивается количество предъявлений, необходимое для верного воспроизведения. Характерными особенностями выполнения, что свойственны таким больным, являются персеверации, медленный темп выполнения или наличие больших пауз между движениями, нарушение последовательности, выпадение какого-либо из движений, стереотипное выполнение определенных поз[1][4].
- Графическая проба «Заборчик», в которой дан образец простого графического узора, состоящего из разных звеньев, который нужно повторить до конца строки, по возможности не отрывая карандаша от бумаги. Характерными ошибками являются персеверации звена узора, разрыв линий, микрография или макрография[2].
- Графические пробы, в которых необходимо нарисовать серию геометрических фигур или цифр. Обычно больным сложно перейти от одной фигуры к другой, и наблюдаются персеверации в рисовании (больной не может перейти к следующему рисунку и продолжает рисовать первый)[2].
- Проба на реципрокную координацию рук Н. И. Озерецкого, в которой необходимо одновременно менять положения рук: правая рука сжата в кулак, а левая лежит ладонью на столе; затем позы меняются. Смена поз повторяется несколько раз. Оценивается ритмичность выполнения и способность синхронно сменять положения рук[1]. Для кинетической апраксии характерны замедление темпа, дезавтоматизация в виде несинхронного, а последовательного выполнения движений каждой из рук, упрощение движений, когда они становятся не реципрокными, а симметричными[4].
- Проба «Игра на рояле», в которой предъявляется последовательность движений пальцами (3 раза подряд), после чего ее необходимо повторить. Оценивается плавность выполнения и порядок движений[5].
- Проба на слухо-моторные координации, в которых на слух предъявляется несколько ритмов, которые потом необходимо повторить. Оценивается плавность переключения и последовательность[5].
- Письмо под диктовку, в которой могут возникнуть персеверации и разрывы между буквами[6]. Письмо желательно исследовать для ведущей и неведущей руки[4].